# Air Mauritanie
A  Air Mauritanie  foi uma companhia aérea da Mauritânia.